# Gare du Stade
Gare du Stade vasútállomás Franciaországban, Párizs településen, Hauts-de-Seine-ben.

## Vasútvonalak
Az állomást az alábbi vasútvonalak érintik:
- Párizs St-Lazare–Ermont-Eaubonne-vasútvonal

## Kapcsolódó állomások
A vasútállomáshoz az alábbi állomások vannak a legközelebb:
- gare d’Argenteuil (Gare d’Ermont - Eaubonne, Gare de Gisors, Gare de Vernon, Transilien J vonal)
- Gare de Colombes (Paris Gare Saint-Lazare, Transilien J vonal)